# مقاطعة دوغلاس (نبراسكا)
مقاطعة دوغلاس (بالإنجليزية: Douglas County)‏ هي إحدى مقاطعات ولاية نبراسكا في الولايات المتحدة الأمريكية.

## الإحصاء
احصائيات بعدد سكانها